# Equity Invest
Casa de brokeraj (SSIF) Equity Invest a fost infiintata in anul 1998 si este autorizata ca societate de servicii de investitii financiare de catre CNVM (Comisia Natională a Valorilor Mobiliare), in prezent ASF. Equity Invest poate desfasura toate serviciile de investitii financiare conform legislatiei aplicabile.
In noiembrie 2012, Equity Invest a devenit prima companie romaneasca market maker pe piata extrabursiera de CFD-uri. 
Equity Invest ofera clientilor acces atat la piata locala, cat si la pietele internationale: forex, marfuri, piate de capital, indici bursieri si piata monetara.
Instrumentele financiare negociabile pot fi valori mobiliare (actiuni, titluri de stat, obligatiuni, alte titluri de imprumut cu scadenta de peste un an, drepturi de preferinta la subscrierea de actiuni in cadrul unei majorari de capital sau orice alte instrumente financiare calificate de C.N.V.M ca valori mobiliare), instrumente financiare derivate (contracte futures si options,  CFD-uri - contracte pentru diferenta sau alte active calificate de C.N.V.M ca instrumente financiare derivate),  precum si titluri de participare la organismele de plasament colectiv in valori mobiliare.
SSIF Equity Invest deruleaza tranzactiile cu instrumente financiare prin intermediul Agentilor pentru Servicii de Investitii Financiare si Agentilor Delegati autorizati de catre Autoritatea de Supraveghere Financiara,  acestia fiind evidentiati distinct, in subsectiuni diferite in Registrul CNVM.
In prezent,  managerii autorizati ai companiei sunt  Catalin Busa - Director General si Cosmin Enache - Director General Adjunct.
Equity Invest  evidențiaza separat in contabilitate fondurile clientilo, utilizand in banca de decontare un cont bancar in nume propriu si un alt cont bancar in numele clientilor.
Instrumentele financiare ale clientilor sunt de asemenea evidentiate in conturi separate de cele ale Equity Invest, iar compania nu foloseste si nu transfera aceste instrumente fara acordul expres al celor carora le apartin. 
Equity Invest SA este membru fondator al Fondului de Compensare a Investitorilor, care are ca obiect de activitate compensarea (in limita plafoanelor stabilite) a creantelor investitorilor in cazul incapacitatii unui intermediar de a restitui fondurile si/sau instrumentele financiare datorate sau aparținând investitorilor, care sunt detinute sau administrate in numele acestora conform unui contract de investitii financiare. De la 1 ianuarie 2012 limita plafonului de compensare este de 20.000 euro per investitor individual.
Detalii pe www.equity.ro